# Ruddington
Ruddington – wieś w Anglii, w hrabstwie Nottinghamshire, w dystrykcie Rushcliffe. Leży 7 km na południe od miasta Nottingham i 169 km na północny zachód od Londynu. Miejscowość liczy 6441 mieszkańców.